# جورج إس. ميلز
جورج إس. ميلز (بالإنجليزية: George S. Mills)‏ هو مهندس معماري أمريكي، (و. 1866  م).